# Đấu vật

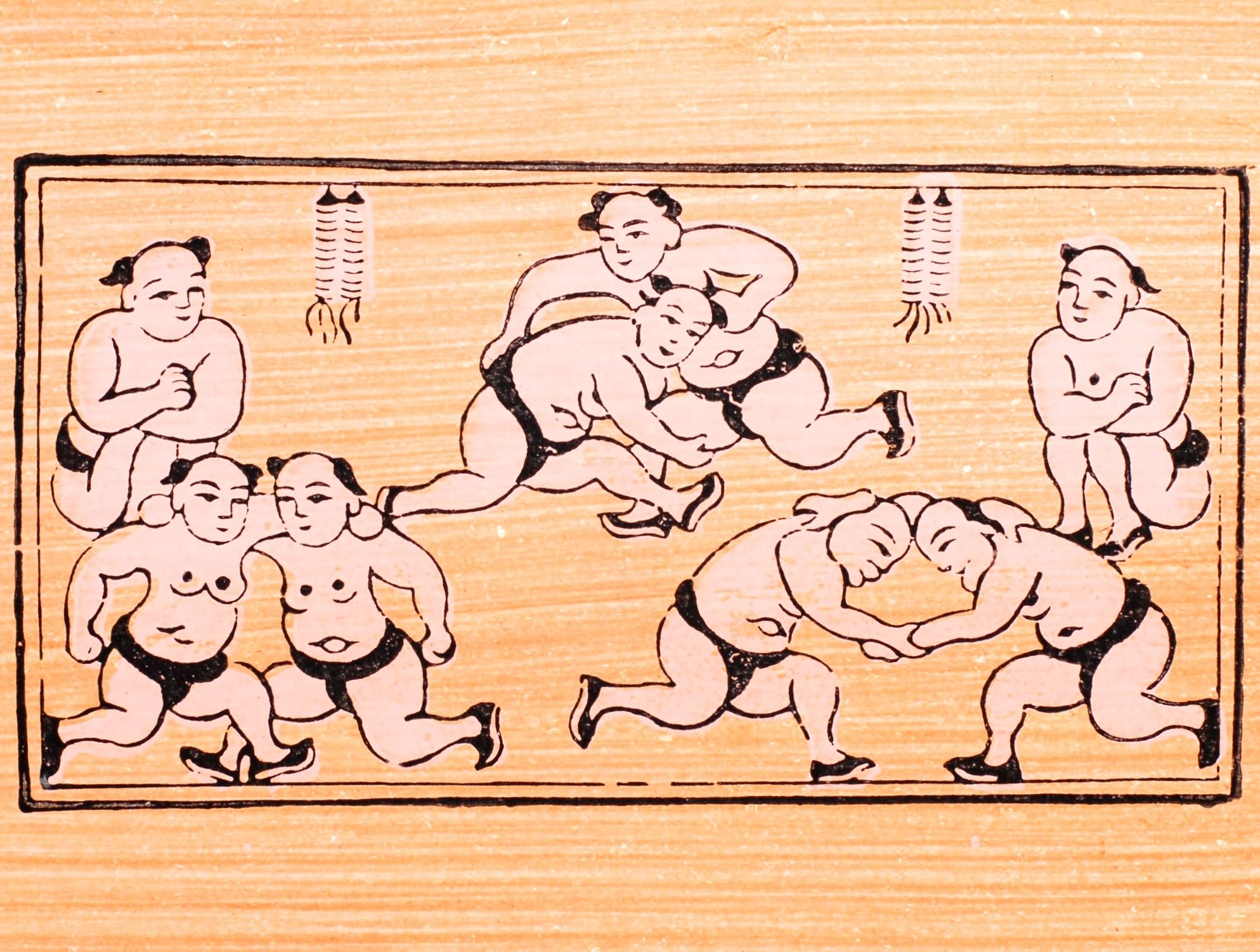
Tranh dân gian Đông Hồ miêu tả đấu vật tại Việt Nam

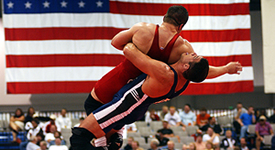
Thi vật trong đội Không quân Hoa Kỳ (Vật theo phong cách Mỹ)

Đấu vật là môn thể thao tác chiến giữa hai đối thủ cố gắng kềm chế đối phương bằng cách nắm, kéo, vặn, đè, v.v... nhưng không được trực tiếp đấm hay đá. Tùy theo luật lệ của từng địa phương, bàn thắng về tay người dự giải nào chiếm được nhiều ưu điểm: bằng cách đè ngửa đối phương, hoặc đối phương chịu thua hay bị đẩy ra ngoài vòng thi đấu. Những vận động viên tham gia môn thể thao này được gọi là các đô vật.
Đấu vật là môn thể thao có lịch sử lâu đời, tồn tại ở nhiều quốc gia trên thế giới và có nhiều biến thể khác nhau.

## Đấu vật tại Việt Nam

### Thông tin chung
Tại Việt Nam,đấu vật là một trò chơi dân gian mang tính cổ truyền ở hầu hết các tỉnh miền Bắc. Các làng nổi tiếng với môn vật là: Trung Mầu (Gia Lâm), Vị Thanh (Vĩnh Yên). Mai Động (Hà Nội), Thức Vụ (Nam Định), Phong Châu, Đoan Hùng (Vĩnh Phú)... 

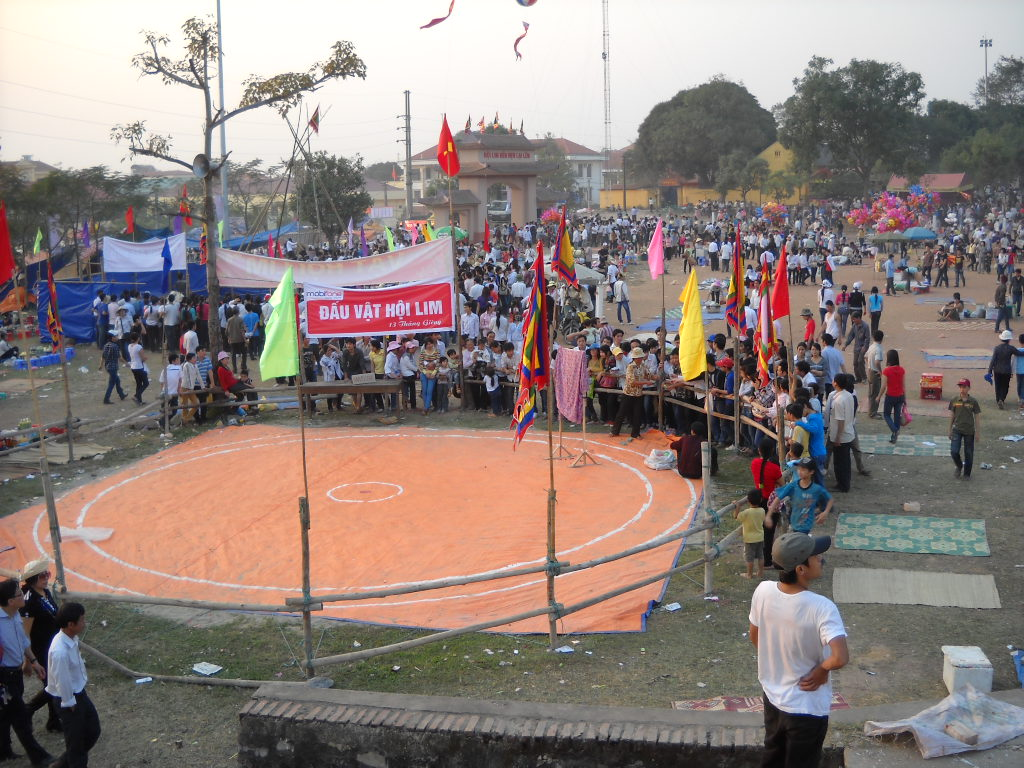
Một sân đấu vật tại Hội Lim (Việt Nam)

Tại Việt Nam, một trân đấu có hai người vật nhau gọi là một keo vật, những thế vật gọi là "miếng". Một đô vật giỏi, không chỉ cần khỏe mà cần nhanh nhẹn để có thể thi thố những miếng vật bất ngờ mới đủ hạ được đối phương.
Theo phong tục Việt Nam (gọi là lệ), muốn thắng phải vật cho đối phương "ngã ngựa trắng bụng" hay "lấm lưng trắng bụng" hoặc nhấc bổng được đối phương lên.
Vật tại Việt Nam thường tổ chức dưới dạng các hội vật vào tháng Giêng âm lịch. Vật có nhiều giải phụ và ba giải chính. Những giải phụ gọi là giải hàng dành cho ai thắng một keo vật bất kỳ. Những giải chính hàng năm đều có người giữ với điều kiện người đó phải thắng trong suốt thời gian mở hội.
Người phá giải là người vật thắng người giữ giải năm trước, tuy nhiên phải vật ngã thêm một số đô vật tham gia khác thì mới gọi là thắng giải.

### Diễn biến chung của một keo vật
Đô vật khi dự vật mình trần trùng trục và chỉ đóng một chiếc khố. Trước khi vật, hai đối thủ cùng nhau lên đài, múa tay co chân, đi lại rình miếng lẫn nhau. Sau đó họ xông vào nhau ôm lấy nhau mà vật.
Có hai người làm nhiệm vụ phất cờ và đánh trống trong lúc các đối thủ vật nhau. Người đánh trống cầm một chiếc trống khẩu ghé vào tai các lực sĩ đánh ba tiếng một như để khuyến khích thúc giục. Người phất cầm cờ cán dài để ngăn cản người xem khỏi lấn vào sân vật và phất cờ theo nhịp trống khi có người thắng cuộc để cổ động người thắng.
Lúc vật, khi biết mình bị "bắt bài" (gọi là lỡ miếng), đô vật liền nằm bò sát đất, mặc cho đối phương vằn bốc nhằm tránh bị nhấc khỏi mặt đất, và chỉ nhổm dậy khi đối phương hở cơ.
Hai loại tấn công chủ đạo của vật Việt Nam là những miếng ngáng, miếng đệm làm cho đối phương ngã xuống và những miếng bốc để nhấc bổng đối thủ lên.
Đối với ba giải chính, phá xong mỗi giải, hoặc do người giữ giải đã vật đủ số người theo lệ định, hoặc do người phá giải đã toàn thắng, dân làng thường đốt một bánh pháo toàn hồng để mừng.

### Tín ngưỡng
Theo truyền thuyết, vào thế kỉ I, Bà Lê Chân nữ tướng tiên phong của Hai Bà Trưng, xưa kia đã dùng môn vật để tuyển binh, tuyển tướng. Vì vậy, làng Mai Động, mỗi khi mở hội vật đều có làm lễ xin phép Bà và đồng thời để nhắc nhở lại những kỷ niệm của Bà Lê Chân thuở trước.

## Đấu vật biểu diễn

### Đấu vật biểu diễn kiểu Mỹ
Đấu vật biểu diễn kiểu Mỹ được tổ chức bởi các công ty như WWE, TNA và ROH. Nó được dựa trên nền tảng của đấu vật truyền thống. Các trận đấu đều mang tính biểu diễn sân khấu, với các câu chuyện kịch tính về các mối thù giữa các đô vật, được phát triển và biểu diễn nhằm xây dựng và quảng bá cho trận đấu.

### Đấu vật biểu diễn kiểu Nhật Bản (Puroresu)
Đấu vật biểu diễn kiểu Nhật Bản, hay còn được biết tới với cái tên puroresu, được coi như một môn thể thao đối kháng hơn là phong cách biểu diễn đấu vật thường thấy ở Bắc Mỹ. Các cốt truyện và góc độ ít hơn và không giả tạo. Các trận đấu mang không khí của một trận thi đấu vật thực thụ. Các kỹ thuật, bao gồm cả vật cổ truyền hay vật tự do được sử dụng cho các đòn đánh kiểu võ thuật hay các đòn khóa phức tạp. Chính vì vậy, các đô vật thường dễ bị chấn thương hơn. Các đô vật Nhật Bản nổi tiếng gồm cóRikidozan, Giant Baba, Antonio Inoki, Mitsuharu Misawa, Kenta Kobashi, Shinya Hashimoto và Keiji Mutoh.

### Đấu vật biểu diễn kiểu Mexico (Lucha libre)
Đấu vật biểu diễn kiểu Mexico, hay còn được biết tới với cái tên lucha libre, là phong cách đấu vật sử dụng các đòn giữ đặc biệt. Các đô vật, được gọi chung là luchadores (số ít luchador), bắt đầu sự nghiệp bằng việc đeo mặt nạ, nhưng hầu hết sẽ bị lột mặt nạ trong sự nghiệp của mình. Thường các trận đấu được chia làm ba hiệp, không có giới hạn thời gian. Mỗi luchador sử dụng phong cách đấu vật riêng hay "estilo de lucha", bao gồm các đòn thế trên không, các đòn cận chiến và đòn khóa phức tạp. Các luchadores nổi tiếng ở Mexico và Puerto Rico là El Santo,Blue Demon, Mil Máscaras, Perro Aguayo, Carlos Colón, Konnan, La Parka và Místico. Nhiều đô vật biểu diễn ở Mexico cũng thành công ở Mỹ như Eddie Guerrero, Rey Mysterio (Jr.) và Dos Caras Jr./Alberto Del Rio.

## Đấu vật tại Nhật Bản (Sumo)
Sumo (tiếng Nhật: 相撲 hoặc すもう, đọc là Xu-mô) là một môn võ cổ truyền của Nhật Bản. Hai lực sĩ sumo sẽ phải đấu với nhau trong một vòng tròn gọi là dohyo (土俵) có đường kính khoảng 4,55 mét (hay 15 shaku theo đơn vị đo chiều dài ở Nhật Bản). Lực sĩ nào bị ngã trong vòng tròn trước hay bị đẩy khỏi vòng tròn trước là người thua cuộc.

## Thành tích tại các thế vận hội

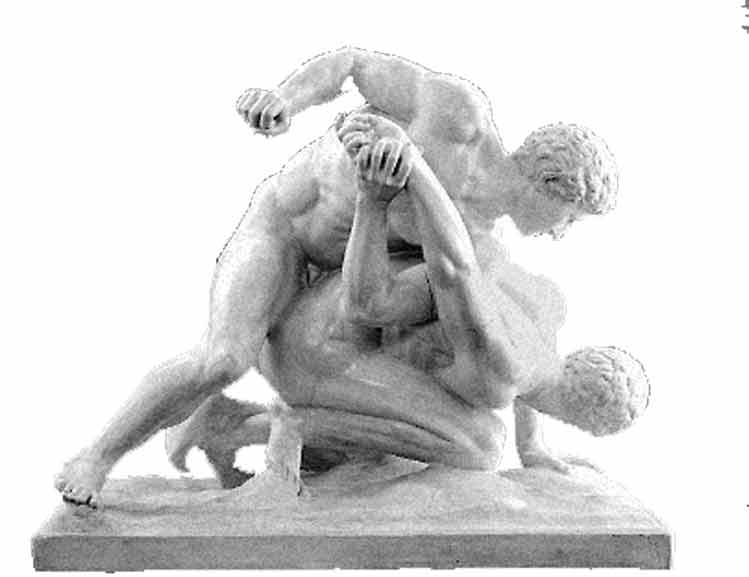
Điêu khắc "Võ sĩ Đô Vật" do Pankratiast - Viện bảo tàng Uffizi, Firenze Ý

Những người đoạt huy chương giải đấu vật hạng nặng (96 kg)
| Năm  | Tại         | Vàng                       | Bạc                            | Đồng                           |
| ---- | ----------- | -------------------------- | ------------------------------ | ------------------------------ |
| 1972 | München     | Ivan Yarygin (Liên Xô)     | Khorloo Bainmunkh (Mông Cổ)    | Jozsef Csatari (Hungary)       |
| 1976 | Montréal    | Ivan Yarygin (Liên Xô)     | Russell Hellickson (Hoa Kỳ)    | Dimo Kostov (Bulgaria)         |
| 1980 | Moskva      | Illya Mate (Liên Xô        | Slavcho Chervenkov (Bulgaria)  | Julius Strnisko (Cộng hòa Séc) |
| 1984 | Los Angeles | Louis Banach (Hoa Kỳ)      | Joseph Atiyeh (Syria)          | Vasile Puscasu (România)       |
| 1988 | Seoul       | Vasile Puscasu (România)   | Leri Khabelov (Liên Xô)        | William Scherr (Hoa Kỳ)        |
| 1992 | Barcelona   | Leri Khabelov (EUN)        | Heiko Balz (Đức)               | Au Kayali (Thổ Nhĩ Kỳ)         |
| 1996 | Atlanta     | Kurt Angle (Hoa Kỳ)        | Abbas Jadidi (Iran)            | Arawat Sabejew (Đức)           |
| 2000 | Sydney      | Saghid Mourtasaliyev (Nga) | Islam Bayramukov (Kazakhstan)  | Eldar Kurtanidze (Gruzia)      |
| 2004 | Athena      | Khajimurat Gatsalov (Nga)  | Magomed Ibragimov (Uzbekistan) | Alireza Heidari (Iran)         |